# Epigeneium gaoligongense
Epigeneium gaoligongense là một loài thực vật có hoa trong họ Lan. Loài này được Hong Yu & S.G.Zhang mô tả khoa học đầu tiên năm 2005.